# 宮城スタジアム
宮城スタジアム（みやぎスタジアム）は、宮城県宮城郡利府町の宮城県総合運動公園（グランディ・21）内にある陸上競技場兼サッカー球技場。キューアンドエーが命名権を取得し、「キューアンドエースタジアムみやぎ」の呼称を用いている（詳細は後述）。

## 概要
仙台市都心部から見て北東方向、仙台市宮城野区と利府町にまたがる松島丘陵の一角に整備された宮城県総合運動公園（グランディ・21）の施設の一つ。宮城県が建設・整備し、指定管理者として宮城県スポーツ協会、同和興業、セントラルスポーツの三者によるグループが務める。
2001年に開催された第56回国民体育大会（新世紀・みやぎ国体）の主会場として、宮城県が3年半の工期と総事業費約270億円をかけて整備し、2000年3月31日に完成した日本陸上競技連盟第1種公認陸上競技場兼球技場である。
収容人数は、2023年1月現在で49,133人。東北地方の屋外競技施設として最大規模であり、陸上競技のほか、サッカー、ラグビー、アメリカンフットボールなどの球技会場や、大規模コンサートの会場としても使用される。
2002 FIFAワールドカップでは、日本国内10会場の一つとなった。
2021年に、2020年東京オリンピックのサッカー競技の会場の一つとにもなった。
日本プロサッカーリーグ（Jリーグ）に加盟するベガルタ仙台がホームゲームを開催することもあるが、開催試合数は限定的である（後述）。
収容人員規模が大きいが、仙台市都心部や最寄り駅から離れている。大規模イベント時のアクセス（後述）や稼働状況などの問題点が指摘されることも少なくない。
2006年（平成18年）に宮城県の包括外部監査を実施した鈴木友隆（公認会計士）は、「教育委員会所管を中心とした公の施設の運営状況について (PDF) 」と題した監査報告書の中で、宮城スタジアムを含むグランディ・21の各施設の稼働率の悪さを指摘し、特に宮城スタジアムについては「平日は貸切のみの利用に限定し、貸切予約のない日は閉館することで相当の費用削減を見込む（ことを検討すべき）」「冬季は休日であっても貸切の利用水準が低く、費用削減効果の観点からも、冬季期間限定の全面閉館も検討する必要がある」との提言を記している。
2022年3月16日に発生した福島県沖地震により、2階の観客席の基礎部分がおよそ30メートルにわたってたわむ被害が発生し、スタジアムで予定していた各種スポーツイベントが実施できない事態となった。2025年まで復旧工事が行われた。

## 施設概要
1周400m×9レーンの全天候型ウレタン舗装トラックと107×71.4mの天然芝フィールド（寒地型西洋芝）を有する陸上競技場兼球技場で、外周を楕円形のスタンドが取り囲む。2002 FIFAワールドカップ終了後にピッチを一部改修したため国際サッカー連盟 (FIFA) の規定を満たさなくなったが、2005年に再改修してFIFA規定に充足している。
メインスタンドのみ2層式で、メインスタンド・バックスタンドそれぞれに仙台藩藩祖である伊達政宗の兜の前立の三日月をモチーフにデザインされたアーチ形の大屋根（メインスタンド側は長さ300m、高さ46m、最大幅40m、重さ1,800トン）がかかる。照明設備（最大1500Lx）は屋根の庇に設置されている。メインスタンドは6階建てで、室内雨天走路（直線100m×5レーン）は天井高さが6.3mあり、日本初となる屋内跳躍練習場が2か所設けられている。メインスタンド側には『2002 FIFA WORLD CUP/MIYAGI』という宮城会場の証し看板がある。
東京オリンピックサッカー競技開催に向けて2019年に施設改修工事が行われており、天然芝の張り替え（東日本大震災の被災地で育った「復興芝生」を使用）、大型映像装置の全面更新、トイレの洋式化、仮設メディアセンターの整備などが行われている。
雨天時はメインスタンドは2階席がある部分および2階席、バックスタンドは大部分が雨を凌げる構造。
また、スタジアム横には日本陸上競技連盟第3種公認の補助競技場（トラック：全天候型ウレタン舗装、400m×8レーン、フィールド：高麗芝）がある。

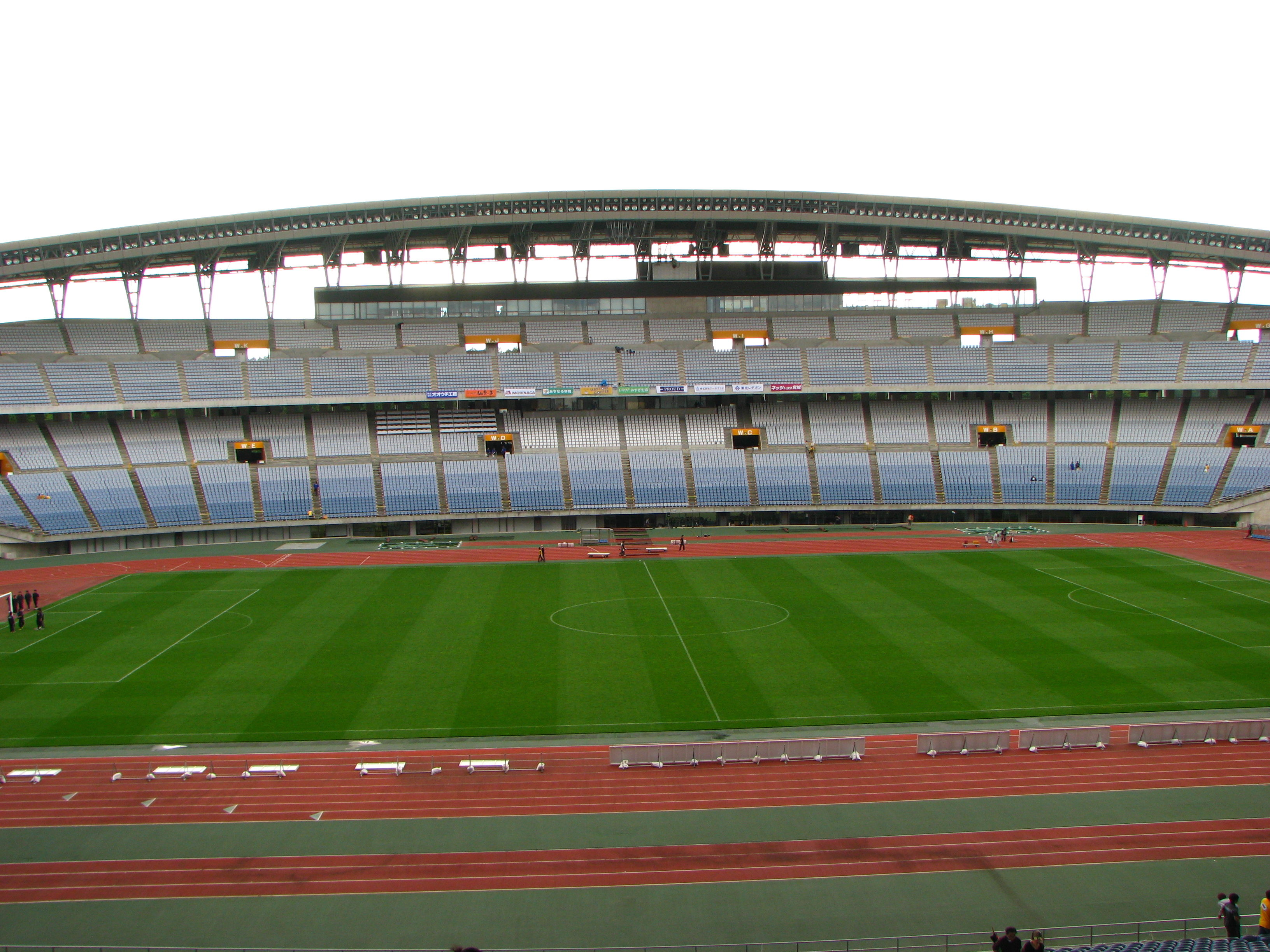
メインスタンド
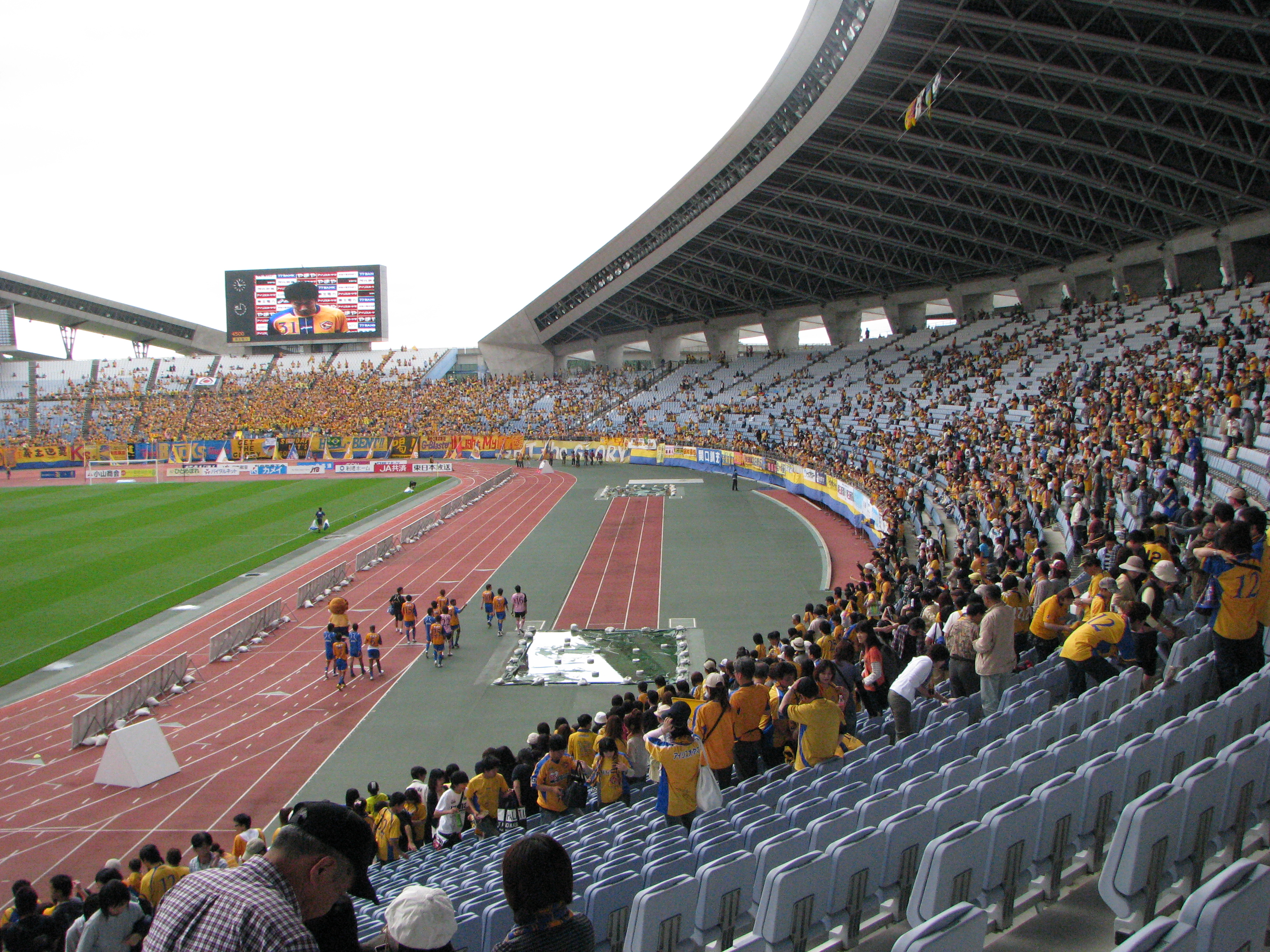
フィールドとバックスタンド
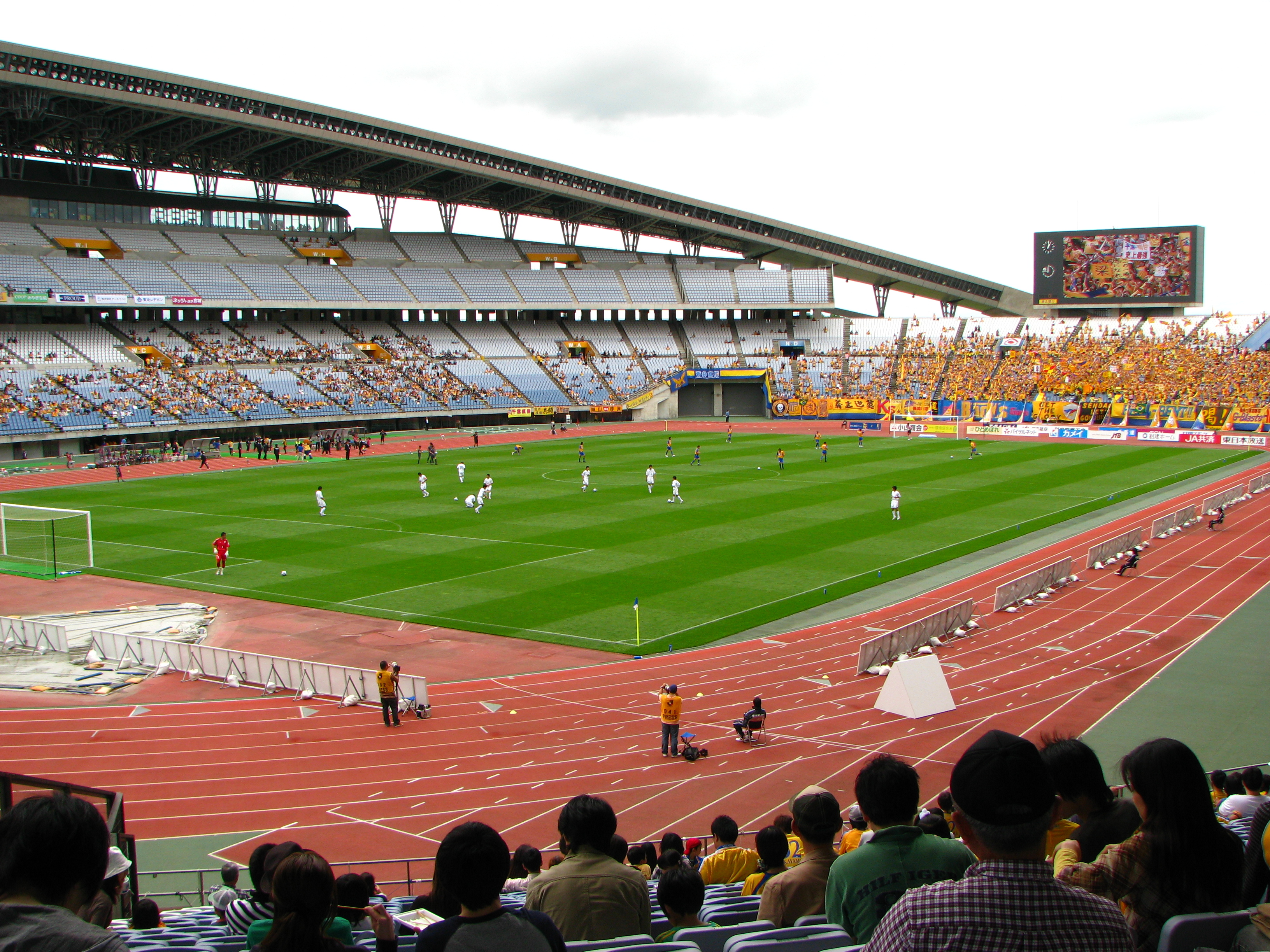
スタジアムフィールド部分

## 大規模集客イベント実績

### スポーツ
| 年     | 月日                | イベント名                                            | 結果                                                      | 観客数                                                |
| ------ | ------------------- | ----------------------------------------------------- | --------------------------------------------------------- | ----------------------------------------------------- |
| 2000年 | 6月11日             | キリンカップサッカー2000                              | 日本代表 1-1 スロバキア代表                               | 45,831人                                              |
| 2000年 | 8月26日             | Jリーグオールスターサッカー                           | J-EAST 2-5 J-WEST                                         | 32,105人                                              |
| 2000年 | 10月6日-8日         | 第84回日本陸上競技選手権大会                          | 第84回日本陸上競技選手権大会                              | 第84回日本陸上競技選手権大会                          |
| 2001年 | 10月13日 ～10月18日 | 第56回国民体育大会秋季大会（新世紀・みやぎ国体）      | 第56回国民体育大会秋季大会（新世紀・みやぎ国体）          | 第56回国民体育大会秋季大会（新世紀・みやぎ国体）      |
| 2001年 | 10月27日 ～10月29日 | 第1回全国障害者スポーツ大会（翔く・新世紀みやぎ大会） | 第1回全国障害者スポーツ大会（翔く・新世紀みやぎ大会）     | 第1回全国障害者スポーツ大会（翔く・新世紀みやぎ大会） |
| 2002年 | 4月14日             | Jリーグディビジョン1 1stステージ 第６節               | ベガルタ仙台 1-2 浦和レッズ                               | 38,159人                                              |
| 2002年 | 6月9日              | 2002 FIFAワールドカップ                               | 【G組】メキシコ代表 2-1 エクアドル代表                    | 45,610人                                              |
| 2002年 | 6月12日             | 2002 FIFAワールドカップ                               | 【F組】スウェーデン代表 1-1 アルゼンチン代表              | 45,777人                                              |
| 2002年 | 6月18日             | 2002 FIFAワールドカップ                               | 【決勝T 1回戦】日本代表 0-1 トルコ代表                    | 45,666人                                              |
| 2002年 | 10月20日            | Jリーグディビジョン1 2ndステージ 第９節               | ベガルタ仙台 2-3(延) ジュビロ磐田                         | 43,092人                                              |
| 2005年 | 9月7日              | サッカー日本代表強化試合（キリンチャレンジカップ）    | 日本代表 5-4 ホンジュラス代表                             | 45,198人                                              |
| 2007年 | 8月20日～8月23日    | 第34回全日本中学校陸上競技選手権大会                  | 第34回全日本中学校陸上競技選手権大会                      | 第34回全日本中学校陸上競技選手権大会                  |
| 2009年 | 10月14日            | サッカー日本代表強化試合（キリンチャレンジカップ）    | 日本代表 5-0 トーゴ代表                                   | 32,852人                                              |
| 2010年 | 9月19日             | Jリーグディビジョン1 第23節                           | ベガルタ仙台 2-0 モンテディオ山形                         | 26,391人                                              |
| 2012年 | 8月19日             | 2012 FIFA U-20 女子ワールドカップ                     | 【A組】ニュージーランド代表 2-1 スイス代表                | 09,542人                                              |
| 2012年 | 8月19日             | 2012 FIFA U-20 女子ワールドカップ                     | 【A組】日本代表 4-1 メキシコ代表                          | 09,542人                                              |
| 2012年 | 8月22日             | 2012 FIFA U-20 女子ワールドカップ                     | 【A組】メキシコ代表 2-0 スイス代表                        | 09,061人                                              |
| 2012年 | 8月22日             | 2012 FIFA U-20 女子ワールドカップ                     | 【A組】日本代表 2-2 ニュージーランド代表                  | 09,061人                                              |
| 2012年 | 8月27日             | 2012 FIFA U-20 女子ワールドカップ                     | 【C組】ノルウェー代表 4-1 アルゼンチン代表                | 01,712人                                              |
| 2012年 | 8月27日             | 2012 FIFA U-20 女子ワールドカップ                     | 【D組】アメリカ合衆国代表 0-3 ドイツ代表                  | 01,712人                                              |
| 2013年 | 8月14日             | サッカー日本代表強化試合 （キリンチャレンジカップ）   | 日本代表 2-4 ウルグアイ代表                               | 45,883人                                              |
| 2019年 | 6月9日              | サッカー日本代表強化試合 （キリンチャレンジカップ）   | 日本代表 2-0 エルサルバドル代表                           | 38,092人                                              |
| 2021年 | 7月21日             | 2020 東京五輪 女子サッカー                            | 【F組】中国代表 0-5 ブラジル代表                          | 1,645人                                               |
| 2021年 | 7月21日             | 2020 東京五輪 女子サッカー                            | 【F組】ザンビア代表 3-10 オランダ代表                     | 1,822人                                               |
| 2021年 | 7月24日             | 2020 東京五輪 女子サッカー                            | 【F組】中国代表 4-4 ザンビア代表                          | 2,212人                                               |
| 2021年 | 7月24日             | 2020 東京五輪 女子サッカー                            | 【F組】オランダ代表 3-3 ブラジル代表                      | 2,621人                                               |
| 2021年 | 7月27日             | 2020 東京五輪 女子サッカー                            | 【G組】ニュージーランド代表 0-2 スウェーデン代表          | 884人                                                 |
| 2021年 | 7月27日             | 2020 東京五輪 女子サッカー                            | 【E組】チリ代表 0-1 日本代表                              | 1,326人                                               |
| 2021年 | 7月28日             | 2020 東京五輪 男子サッカー                            | 【D組】ドイツ代表 1-1 コートジボワール代表                | 4,294人                                               |
| 2021年 | 7月28日             | 2020 東京五輪 男子サッカー                            | 【C組】オーストラリア代表 0-2 エジプト代表                | 4,471人                                               |
| 2021年 | 7月31日             | 2020 東京五輪 男子サッカー                            | 【準々決勝】スペイン代表 5-2(延) コートジボワール代表     | 5,526人                                               |
| 2021年 | 9月4日～9月5日      | 第56回全国高等専門学校体育大会陸上競技                | 第56回全国高等専門学校体育大会陸上競技                    | 第56回全国高等専門学校体育大会陸上競技                |
| 2021年 | 11月6日             | 2021-22 Yogibo WEリーグ 第8節                         | マイナビ仙台レディース 1-0 日テレ・東京ヴェルディベレーザ | 810人                                                 |
| 2025年 | 3月1日～5月31日     | 2025 明治安田J2リーグ 第3節~第18節                    | ベガルタ仙台のホームゲームを9試合開催                     | 96,505人                                              |

#### ベガルタ仙台のホームゲーム開催について
Jリーグ・ベガルタ仙台は通常ユアテックスタジアム仙台（ユアスタ、仙台市泉区、収容19,694人）をホームスタジアムとしているが、2002年にJ1に昇格して以降、“準ホームスタジアム”として年間1-3試合を開催していた（ベガルタ仙台#ホームスタジアム参照。2005年-2007年シーズンは開催せず、2009年シーズンはユアスタの改修工事の関係で原則として当スタジアムで開催）。2010年は、特にリーグ戦のうち観客動員数が見込める3試合を当スタジアムで開催し、いずれの試合もユアスタの最大収容人員を上回る2万人を超す観衆が詰め掛け、特に2010年9月19日のモンテディオ山形戦（みちのくダービー）にはダービー史上最多となる26391人を記録し、同年の1試合最多観客動員数となった。2011年は3月11日に発生した東北地方太平洋沖地震（東日本大震災）に伴い公園全体が避難所、遺体安置所、および救援物資搬送所などに利用され、一般利用に制限がかかったため使用せず、2012年も開催は無かったが、2013年11月10日に浦和レッドダイヤモンズ戦でJリーグでは約3年ぶりに開催されたものの、寒い時期の日曜のナイターということも影響してか、17,183人とユアスタの最大収容人員を下回る動員にとどまった。
なお、2024年9月1日にベガルタが実施したクラブミーティングの席上で明らかにしたところによれば、ユアスタは2024年12月から半年間の工期で芝生の全面張り替え工事を行う予定であり、Jリーグの2025年シーズン開幕当初はスタジアムが使えなくなることから、ベガルタ仙台が2025年6月までの間、暫定的に当スタジアムをホームスタジアムとして使用する予定としている。
2025年3月に、ベガルタはシーズンのホーム初戦を当地で開催することが決まった。またその後シーズン全体のスケジュールが発表となり、天皇杯も含めると6月上旬まで当地でホームゲームを開催した。平日や悪天候の試合、ビジターサポーターが沢山来れない試合など条件も良くない中で平均観客動員数は1万人を切らなかった。

#### 宮城スタジアムカップ
2004年から当スタジアムで行われていたサッカー大会。宮城県内チームの他、2種年代の強豪チームを招待していた。
| 回 | 年度 | 優勝               | 準優勝       |
| -- | ---- | ------------------ | ------------ |
| 1  | 2004 | 東京ヴェルディ1969 | 帝京         |
| 2  | 2005 | 前橋育英           | 青森山田     |
| 3  | 2006 | 滝川第二           | ベガルタ仙台 |
| 4  | 2007 | FC東京             | 市立船橋     |
| 5  | 2008 | 前橋育英           | 野洲         |
| 6  | 2009 | 東福岡             | 前橋育英     |

### コンサート
| 年     | 月日           | アーティスト名       | イベント名                                                   | 備考                      |
| ------ | -------------- | -------------------- | ------------------------------------------------------------ | ------------------------- |
| 2002年 | 9月21日        | SMAP                 | SMAP '02 "Drink! Smap! Tour"                                 |                           |
| 2003年 | 9月6日         | SMAP                 | SMAP '03 "MIJ Tour"                                          | ツアーファイナル          |
| 2010年 | 7月17日        | EXILE                | LIVE TOUR 2010 "FANTASY"                                     | ツアー初日                |
| 2013年 | 9月22日        | サザンオールスターズ | SUPER SUMMER LIVE 2013 「灼熱のマンピー!! G★スポット解禁!!」 | ツアーファイナル          |
| 2014年 | 9月20日        | GLAY                 | GLAY EXPO 2014 TOHOKU 20th Anniversary                       | 観客数5万5000人           |
| 2015年 | 9月12日        | Mr.Children          | Mr.Children Stadium Tour 2015 未完                           |                           |
| 2015年 | 9月19日 - 23日 | 嵐                   | ARASHI BLAST in Miyagi                                       | 4日間観客動員数20万8000人 |
| 2018年 | 9月1日 - 2日   | 乃木坂46             | 乃木坂46 真夏の全国ツアー2018                                | ツアーファイナル          |

## 施設命名権
2014年1月6日より2月7日まで当スタジアムなど宮城県が所有する7つの体育施設において命名権（ネーミングライツ）の募集が行われ、当スタジアムにおいては全国農業協同組合連合会宮城県本部（JA全農みやぎ）が2014年4月1日から2017年3月31日までの3年間、年額500万円で命名権を取得することで合意した。JA全農みやぎは県産米の主力品種の名称を冠した「ひとめぼれスタジアム宮城」の呼称を採用。2017年4月1日から3年間も同条件で更新していた。
2020年の契約満了を前にJA全農みやぎに契約更新の意図がなかったことから、施設を所管する宮城県教育委員会が2020年1月6日から2月7日の間で「原則3年以上、契約額年額500万円（税別）以上」の条件で新たな命名権者を公募。これに2者が応募し、審査委員会での審議の結果、東京に本社を置き仙台市に3箇所の事業所を置くコールセンター/コンタクトセンター運営のキューアンドエーが命名権を取得した。新たな呼称は「キューアンドエースタジアムみやぎ」（略称：Qスタ）で、契約期間は2020年4月1日から2025年3月31日までの5年間、契約額は年額500万円。2025年3月12日、同社との命名権契約更新を発表。期間は2030年3月31日までで、契約額はこれまでと同じ年額500万円。

## アクセス
通常時のアクセスは以下の通り。
電車利用
- JR東北本線利府支線・利府駅で下車後、ミヤコーバス菅谷台・青葉台線で「菅谷台3丁目」または「菅谷台4丁目グランディ21入口」バス停下車。
- JR東北本線・岩切駅下車後、利府町民バス（西部路線）加瀬沼行に乗り換えて「菅谷台入口」バス停下車し、徒歩1.0 km。

車利用
- 仙台北部道路 利府しらかし台ICより約5分
- 三陸自動車道 利府中ICより約15分、または利府塩釜ICより約10分
- 東北自動車道 泉ICまたは大和ICより約30分
- 国道4号山崎交差点（免許センター入口）より利府街道および県道利府岩切停車場線を経由して約15分

イベント開催時にはJR東北本線 利府駅からのほか、JR各線 仙台駅・JR仙石線 多賀城駅・地下鉄南北線 泉中央駅・地下鉄東西線 荒井駅などからシャトルバスが運行されることがある。
なお、最寄り駅との間の徒歩移動を検討する場合はイベント主催者側から「利府駅から県道利府停車場総合運動公園線経由で徒歩50分」「岩切駅から県道利府岩切停車場線で徒歩50分」という目安が示されており、列車本数の多い岩切駅利用を推奨されている（イベントによっては利府支線の増発が行われることもある）。

### アクセス問題
上述のとおり、当スタジアムは収容人員規模5万人の大規模スタジアムながら、主たるアクセスは「最寄り駅からのバス（シャトルバス含む）」もしくは「自家用車」となっており、大規模イベント終了後には周辺道路の渋滞が発生するなどして、人員輸送に問題を抱えている。2019年6月のキリンチャレンジカップ（国際親善試合）では東京オリンピックでの観客輸送のテストケースと位置づけられた が、シャトルバスの運行にこそ問題はなかったものの、一般車両が駐車場から1時間以上出られなくなったとの問題点が指摘されている。

## 公園内その他の施設

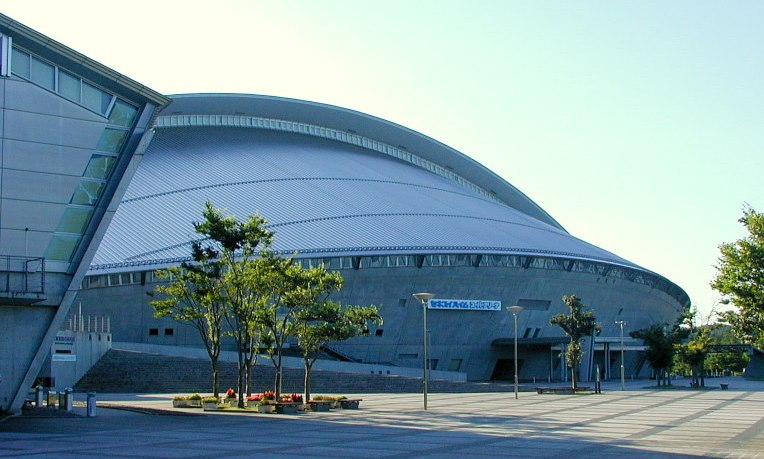
宮城県総合運動公園総合体育館

- 宮城県総合運動公園総合体育館（セキスイハイムスーパーアリーナ）
- 宮城県総合運動公園総合プール
- 宮城県総合運動公園テニスコート
- 宮城県総合運動公園合宿所（リフレッシュプラザ）

なお、みやぎ生協めぐみ野サッカー場は、宮城県総合運動公園からは離れているが、グランディ・21の一部とみなす記述が宮城県の公式ページに記載されている。